# Isla Akutan
Akutan (en aleutiano: Akutanax) es una isla en el archipiélago de Fox de las islas Aleutianas, en el este del estado estadounidense de Alaska. La isla es de aproximadamente 30 km de longitud. Contiene el volcán monte Akutan, que tuvo una erupción de lava importante en 1979. La superficie terrestre es de 334 kilómetros cuadrados, y la población de la isla es de 713 personas (según el censo 2000), todos en la ciudad de Akutan, cerca del extremo oriental de la isla.
Akutan es un nombre aleutiano registrado por el Capitán  P. K. Krenitzin y M. Levashev  en 1768 y escrito por James Cook en 1785. Este nombre puede provenir de la palabra local "Hakuta", que, de acuerdo con R.H Geoghegan, quiere decir "me equivoqué".
El Zero de Akutan, un avión Zero japonés, fue denominado como la isla después de que se estrellara allí en junio de 1942, durante la Segunda Guerra Mundial, y fuese recuperado por el ejército de Estados Unidos.